# 66db
「66db」（ろくじゅうろくデシベル）は、YUKIの3rdシングル。

## 解説
- 1stアルバム『PRISMIC』からのリカットシングルで、タイトル曲「66db」とそのアレンジバージョン、および新曲「ビュービュー」の合計3曲を収録。本作では作詞のみならず作曲・編曲、プロデュースに至るまでYUKI本人が担当している。
- タイトル曲は東京スカパラダイスオーケストラの茂木欣一と斎藤ネコを迎え、カップリング曲は佐藤タイジがギターで参加。
- カバージャケットには耳が矢印になったウサギの粘土細工が写されており、YUKIは写っていない。
- オリコン週間シングルチャートでは最高30位で、2012年現在ではYUKIのシングルとしては最も売り上げが少ない作品となった。

## 収録曲
（全作詞・作曲：YUKI／編曲:YUKI・湯浅篤）
1. 66db
  - トヨタ自動車『WiLL VS』CMソング
2. ビュービュー
3. 66db（qp99mix）

## 収録アルバム
- PRISMIC（#1）
- five-star（#1）
- BETWEEN THE TEN（#2）